# Financiële technologie
Financiële technologie, vaak afgekort tot fintech, is de technologie en innovatie die is gericht op concurrentie met traditionele financiële methodes in de levering van financiële diensten. Het is een opkomende markt/industrie die gebruikmaakt van technologie om de dienstverlening binnen de financiële wereld te verbeteren.  
Het gebruik van smartphones voor mobiel bankieren, investeringsdiensten en cryptovaluta zijn voorbeelden van technologieën gericht op het meer toegankelijk maken van financiële diensten aan het gewone publiek. Bedrijven, die zulke financiële technologieën leveren, zijn start-ups, bestaande financiële instituten en technologiebedrijven die proberen het gebruik van financiële diensten geleverd door bestaande financiële bedrijven te vervangen of te verbeteren.  
Belgische financieel technologische bedrijven hebben zich verenigd onder de noemer "FinTech Belgium". Nederlandse financieel technologische bedrijven hebben zich verenigd onder de noemer "Holland Fintech", waar in november 2020 meer dan 500 bedrijven bij waren aangesloten. Zij zij hierbij te verdelen in een groot aantal categorieën zoals o.a.: alternatieve financiering, betalingen, verzekeringen en lijfrentes, en persoonlijke financiering. 